# Арсений Пламенац
Арсений Пламенац (ум. 15 мая 1784) — митрополит (владыка) черногорский в 1782—1784 гг.

## Биография
Происходил из влиятельного черногорского рода племени Болевичи Црмницкой нахии Черногории.
Племянник по сестре митрополита Саввы Петровича, который, во времена правления Черногорией Степана Малого, при содействии последнего предложил черногорцам назначить Арсения Пламенаца своим коадъютором (заместителем-соправителем). Место соправителя при престарелом и пассивном митрополите освободилось в 1766 г., когда во время визита в Санкт-Петербург умер энергичный митрополит Василий Петрович. Другие племянники Саввы по братьям были ещё очень молоды.
Тогда же Арсения Пламенаца посвятил в епископы сербский патриарх Василий Йованович Бркич, последний патриарх ликвидированной в 1766 г. турками Печской патриархии и бежавший в Черногорию.
Назначение Арсения соправителем вызвало в Черногории племенные раздоры. Против него выступили соплеменники рода Петровичей-Негошей и, даже став после смерти Саввы Петровича единственным митрополитом, Арсений вынужден был проживать в монастыре Брчели в родной Црмницкой нахии и государственными делами не занимался.
За всё время правления династии Петровичей-Негошей с 1697 г. по 1918 г. Арсений Пламенац был единственным представителем иного черногорского рода на высшем посту Черногории.
Скончался в 1784-м году. Его сменил Пётр I Петрович Негош.